# Heinrich Peyer (Bayler)
Heinrich Peyer ou Bayler, dit aussi Henri Alleman, mort avant le 8 janvier 1421, est un prélat de la Papauté d'Avignon, de la fin du XIVe siècle et du début du siècle suivant. 

## Biographie

### Origines
La date de naissance d'Heinrich (Henri) Peyer ou Bayler (aussi Beyeler, famille au service des Hasbourg selon l’ouvrage de l’histoire suisse) — on trouve aussi les formes Henri (Bayler) ou encore Henri Alleman ou Alamand (Alamandi) — n'est pas connue, mais il est mentionné à partir de 1378. Il pourrait appartenir à la famille Peyer, originaire du canton de Schaffhouse, mais sans certitude et finalement peu probable. 
Chevalier (1896), auteur d'un ouvrage sur le diocèse de Die, s'interrogeait sur sa provenance, cherchant à savoir s'il était d'origine dauphinoise ou savoyarde, et en note de voir un lien avec la famille noble dauphinoise des Alleman.

### Carrière en Avignon
En 1378, il est membre du clergé de Constance (le domaine temporel est situé en partie allemande et suisse). On le trouve rapidement à la cour d'Avignon où il effectue sa carrière.
Il est un familier de l'antipape Clément VII. Il est ainsi son valet de chambre (cubicularius).
Il s'adresse à l'antipape afin d'obtenir des canonicats à Schönenwerd (Suisse), Bamberg (Allemagne) et Breslau (Pologne). Il obtient, « grâce au soutien du roi de France et du duc d'Autriche Léopold IV de Habsbourg », des canonicats et l'attribution de prébendes dans le diocèses de Valence et de Die (Valentinois), de Carpentras (Comtat Venaissin), de Mayence et Spire (Allemagne). 
Avant 1381, il est chanoine, puis doyen de Spire et chanoine de Bressanone. En 1381, il obtient des droits sur un canonicat de Constance.
Curé de Harberg (Salzbourg), il obtient cependant une dispense d'ordination de deux ans en 1382. La même année, il obtient une « provision pontificale pour des canonicats à Cambrai et Wurtzbourg ».
Il obtient l'archidiaconé de Cambrai.
À partir de 1388, il est administrateur apostolique de l'Église de Constance, bien qu'il réside en en Avignon. Le 15 juin 1388, il succède à Amédée de Saluces sur le siège épiscopal de Valence-Die, sous le nom d'Henri II,. Il se fait représenter par un vicaire épiscopal, Jean de Verbons, bachelier ès lois, doyen de Valence et camérier du pape.
À cette même période, le pape le fait nonce apostolique.
Deux ans plus tard, 10 juin 1390, il est transféré sur celui d'Alet (Languedoc), sous le nom d'Henri I. 
Heinrich Peyer semble mourir avant le 8 janvier 1421.